# Bảo Thắng (huyện)
Bảo Thắng là một huyện nằm ở trung tâm tỉnh Lào Cai, Việt Nam.

## Địa lý
Huyện Bảo Thắng nằm ở trung tâm tỉnh Lào Cai, giáp với hầu hết các đơn vị hành chính cấp huyện khác trong tỉnh (trừ 2 huyện Bát Xát và Si Ma Cai), có vị trí địa lý:
- Phía đông giáp huyện Bắc Hà và huyện Bảo Yên
- Phía tây giáp thị xã Sa Pa, thành phố Lào Cai và huyện Hà Khẩu, tỉnh Vân Nam, Trung Quốc (với đường biên giới 6,7 km)
- Phía nam giáp huyện Văn Bàn
- Phía bắc giáp huyện Mường Khương.

Huyện Bảo Thắng có diện tích 651,98 km², dân số năm 2023 là 119.646 người, mật độ dân số đạt 183 người/km². Huyện lỵ là thị trấn Phố Lu, cách thành phố Lào Cai khoảng 40 km về hướng đông nam. Trên địa bàn huyện có Quốc lộ 70, quốc lộ 4E, cao tốc Hà Nội - Lào Cai, có đường sắt Côn Minh - Hà Nội, sông Hồng đi qua. Ngoài ra còn có nhiều tỉnh lộ và đường liên xã tới các thôn bản.

## Hành chính
Huyện Bảo Thắng có 14 đơn vị hành chính cấp xã trực thuộc, bao gồm 3 thị trấn: Phố Lu (huyện lỵ), Nông trường Phong Hải, Tằng Loỏng và 11 xã: Bản Cầm, Bản Phiệt, Gia Phú, Phong Niên, Phú Nhuận, Sơn Hà, Sơn Hải, Thái Niên, Trì Quang, Xuân Giao, Xuân Quang.

## Lịch sử

Logo trước đây của huyện Bảo Thắng

Địa danh Bảo Thắng có từ thời xưa (保勝關, Bảo Thắng quan) dùng để chỉ vùng cửa khẩu của Đại Việt thông sang Trung Quốc. Lợi dụng sự suy yếu của Đại Việt, trong các năm 1688 và 1690 các Thổ ty Khai Hóa, Mông Tự (Vân Nam nhà Thanh) đã chiếm một số thôn, động của châu Thủy Vĩ. Nhà Lê đòi nhiều lần nhưng quân Thanh không trả . Từ năm 1848, thổ phỉ và nạn cướp bóc hoành hành mạnh ở vùng này. Để đối phó, vua Tự Đức phải nhờ quân Thanh vào cùng tiễu phỉ. Sau đó nhà Nguyễn còn dùng dư Đảng của phong trào Thái Bình Thiên Quốc là Lưu Vĩnh Phúc được giao quyền cai trị và thu thuế vùng Bảo Thắng . Cuối thế kỷ 19 vùng này thuộc châu Thủy Vĩ (水尾州), phủ Quy Hóa, trấn Hưng Hóa (興化鎭). Khi đó Bảo Thắng bao gồm cả một phần thành phố Lào Cai sau này (Khu vực cửa khẩu và các phường: Phố Mới, Vạn Hoà, Nam Cường, Thống Nhất, Pom Hán; các xã Cam Đường, Tả Phời, Hợp Thành).
Năm 1905, người Pháp lấy phần đất của châu Thủy Vỹ bên hữu ngạn sông Hồng sáp nhập vào Chiêu Tấn, vẫn lấy tên là châu Thủy Vỹ. Từ đó địa danh Chiêu Tấn không còn. Phần đất của châu Thủy Vỹ bên tả ngạn sông Hồng được tách ra lập thành châu Bảo Thắng, ổn định đến khi lập tỉnh Lào Cai (năm 1907). Khi đó châu Bảo Thắng có 11 xã, phố trại và 30 làng, bản, phố: Lào Cai 老街, Phố Mới 鋪買, Trại Mới 寨買, Soi Mười 𤐝𨒒, Sơn Mãn 山滿, Giang Đông 江東, Cánh Chín 𦑃𠃩, Thái Niên 泰年, Phố Lu 鋪婁, Xuân Quang 春光, Phong Niên 豐年. Còn châu Thủy Vĩ có 4 xã là xã Nhạc Sơn 樂山 (16 thôn bản) xã Xuân Giao 春膠 (14 thôn bản); xã Cam Đường 甘堂 (137 thôn, bản) xã Gia Phú 加富 (16 thôn bản) với tổng số 83 thôn bản 
Ngày 9 tháng 3 năm 1944, thống sứ Bắc Kỳ ban hành nghị định bãi bỏ châu Thủy Vĩ, châu Bảo Thắng, thành lập phủ Thủy Vĩ, phủ Bảo Thắng, 3 châu Bát Xát, Sa Pa, Bắc Hà và khu đô thị Lào Cai. Phủ Bảo Thắng gồm 17 xã, làng: Nhạc Sơn, Cam Đường, Gia Phú, Xuân Giao, Pha Long, Mường Khương, Bản Lầu, Phong Niên, Xuân Quang, Phố Mới, Trại Mới, Soi Mười, Sơn Mãn, Cánh Chín, Giang Đông, Thái Niên, Phố Lu. Lỵ sở của phủ đặt tại Lào Cai. Từ 1944 mới gọi là huyện. Tuy địa giới đã điều chỉnh nhiều lần nhưng địa danh "Bảo Thắng" thì giữ nguyên suốt mấy chục năm và nó cũng không hàm ý chỉ vùng cửa khẩu với Trung Quốc nữa.
Sau khi tái chiếm Lào Cai vào tháng 12 năm 1947, thực hiện chính sách chia để trị, người Pháp đã lấy sông Hồng làm ranh giới thành lập 2 tỉnh Phong Thổ nằm trong xứ Thái tự trị bên hữu ngạn và tỉnh Lào Cai trong Xứ Nùng tự trị bên tả ngạn, khi đó Bảo Thắng chia đôi về 2 tỉnh. Nhưng chính quyền Việt Nam Dân chủ Cộng hòa vẫn giữ nguyên địa danh, địa giới cũ .
Trong Chiến dịch Lê Hồng Phong (từ ngày 8 tháng 2 tới ngày 10 tháng 3 năm 1950), Bộ Chỉ huy quân đội Việt Nam Dân chủ Cộng hòa đã chọn đồn Phố Lu làm điểm khởi hoả và Trung đoàn 102 bằng chính những khẩu súng ĐKZ vừa được chế tạo tại xưởng quân khí Trần Đại Nghĩa ở Việt Bắc thực hiện. 2 đại đội bị tiêu diệt, một máy bay bị hạ khiến binh lính trong đồn phải hàng và ngày 13 tháng 2 năm 1950 Phố Lu, tiếp là Xuân Quang, Gia Phú...được giải phóng; các khu du kích ở Phong Niên, Bản Lầu hoạt động mạnh. Khu du kích tả ngạn sông Hồng đã đánh trả các đợt càn quét của đối phương hồi 5-8/1950, âm mưu lấy chiến tranh nuôi chiến tranh, dùng người Việt đánh người Việt của Pháp bị phá vỡ. Do có những khu căn cứ du kích hoạt động mạnh và vững nên trong kháng chiến Bảo Thắng thực sự trở thành cái nôi của phong trào Cách mạng trong hậu địch ở Lào Cai. Trong màn II Chiến dịch Lê Hồng Phong (từ ngày 16/9 đến ngày 14/10/1950), Bảo Thắng và tạo đà cho toàn tỉnh Lào Cai hoàn toàn được giải phóng vào ngày 01/11/1950.
Trong giai đoạn 1960 - 1975, một số xã được tách ra lập thị xã Cam Đường (xã Cam Đường, Hợp Thành, Tả Phời và các thôn Cốc Xa, Lùng Thắng, Xóm Mới, Đồng Hồ, Tùng Tung của xã Nam Cường); có thôn nhập vào thị xã Lào Cai (Vạn Hoà); một số xã đổi tên (Lê Lợi, Bình Đẳng, Quang Trung) hay lập mới (Sơn Hải, Phong Hải) nên địa danh, địa giới có sự thay đổi.
Sau năm 1975, huyện Bảo Thắng thuộc tỉnh Hoàng Liên Sơn, bao gồm 16 xã: Cam Đường, Gia Phú, Hợp Thành, Nam Cường, Phố Lu, Phong Hải, Phong Niên, Phú Nhuận, Sơn Hà, Sơn Hải, Tả Phời, Tằng Loỏng, Thái Niên, Trì Quang, Xuân Giao và Xuân Quang.
Ngày 23 tháng 2 năm 1977, chuyển xã Phong Hải thành thị trấn nông trường Phong Hải.
Sau Chiến tranh biên giới tháng 2 năm 1979, Chính phủ Cộng hòa Xã hội Chủ nghĩa Việt Nam có những điều chỉnh địa giới vùng Lào Cai. Sau khi hợp nhất thị xã Lào Cai và Cam Đường thành thị xã Lào Cai, sáp nhập một số xã của các huyện Bảo Thắng, Mường Khương vào thị xã Lào Cai thuộc tỉnh Hoàng Liên Sơn. Theo đó, 2 xã Nam Cường và Cam Đường được sáp nhập về thị xã Lào Cai. Huyện Bảo Thắng còn lại thị trấn nông trường Phong Hải và 13 xã: Gia Phú, Hợp Thành, Phố Lu, Phong Niên, Phú Nhuận, Sơn Hà, Sơn Hải, Tả Phời, Tằng Loỏng, Thái Niên, Trì Quang, Xuân Giao, Xuân Quang.
Ngày 13 tháng 3 năm 1979, thành lập thị trấn Phố Lu, thị trấn huyện lỵ huyện Bảo Thắng trên cơ sở một phần diện tích và dân số của xã Phố Lu.
Ngày 26 tháng 2 năm 1980, hai xã Bản Cầm và Bản Phiệt thuộc huyện Mường Khương, tiểu khu Lào Cai và xã Vạn Hòa thuộc thị xã Lào Cai được chuyển về huyện Bảo Thắng quản lý. Huyện Bảo Thắng có thị trấn Phố Lu, thị trấn nông trường Phong Hải, tiểu khu Lào Cai và 16 xã: Bản Cầm, Bản Phiệt, Gia Phú, Hợp Thành, Phố Lu, Phong Niên, Phú Nhuận, Sơn Hà, Sơn Hải, Tả Phời, Tằng Loỏng, Thái Niên, Trì Quang, Vạn Hòa, Xuân Giao, Xuân Quang.
Ngày 11 tháng 1 năm 1986, thành lập thị trấn Tằng Loỏng trên cơ sở toàn bộ diện tích và dân số của xã Tằng Loỏng.
Ngày 13 tháng 1 năm 1986, chuyển hai xã Tả Phời và Hợp Thành của huyện Bảo Thắng về thị xã Lào Cai quản lý.
Khi tỉnh Lào Cai được tái lập (ngày 12 tháng 8 năm 1991), Phố Lu, Tằng Loỏng và Cam Đường trở thành nơi tập kết của một số cơ quan tỉnh. Khi thị xã Lào Cai cơ bản hoàn thành việc tái thiết cơ sở hạ tầng, các cây cầu, tuyến đường bộ, đường sắt nối thông (năm 1994), Phố Lu chỉ còn là thị trấn huyện lỵ.
Ngày 11 tháng 2 năm 2020, Ủy ban Thường vụ Quốc hội ban hành Nghị quyết số 896/NQ-UBTVQH14 về việc sắp xếp các đơn vị hành chính cấp huyện, cấp xã thuộc tỉnh Lào Cai (nghị quyết có hiệu lực từ ngày 1 tháng 3 năm 2020). Theo đó:
- Điều chỉnh 33,09 km² diện tích tự nhiên và 7.142 người thuộc 15 thôn của xã Gia Phú vào thành phố Lào Cai
- Sáp nhập xã Phố Lu vào thị trấn Phố Lu
- Điều chỉnh 2,50 km² diện tích tự nhiên và 2.288 người của xã Xuân Giao vào thị trấn Tằng Loỏng.

Sau khi điều chỉnh, huyện Bảo Thắng có diện tích 651,98 km², dân số là 103.262 người.
Ngày 15 tháng 10 năm 2024, Bộ Xây dựng ban hành Quyết định số 938/QĐ-BXD về việc công nhận đô thị Phố Lu (bao gồm thị trấn Phố Lu, xã Sơn Hà và một phần của xã Sơn Hải) đạt tiêu chí đô thị loại IV.
Huyện Bảo Thắng có 3 thị trấn và 11 xã như hiện nay.

## Kinh tế - xã hội
Bảo Thắng là một huyện vùng thấp nằm ở trung tâm Lào Cai, dân số đông; thuận đường giao thông sắt, thủy, bộ, trình độ dân cư cao hơn một số huyện và là địa bàn có biên giới lại là cửa ngõ vào thành phố tỉnh lị có nhiều thuận lợi phát triển kinh tế - văn hóa - xã hội.